# Gargantáns
Gargantáns (oficialmente San Martiño de Gargantáns) es una parroquia española del municipio de Moraña, perteneciente a la provincia de Pontevedra, en la comunidad autónoma de Galicia.

## Toponimia
El lugar puede aparecer referido como «Gargantáns», «San Martiño de Gargantáns» y «San Martín de Gargantáns».

## Historia
Hacia mediados del siglo XIX, el lugar, por entonces referido como una feligresía, tenía contabilizada una población de 240 habitantes. Aparece descrito en el octavo volumen del Diccionario geográfico-estadístico-histórico de España y sus posesiones de Ultramar de Pascual Madoz con las siguientes palabras:

GARGANTANS (San Martin): felig. en la prov. de Pontevedra (3 leg.), part. jud. de Caldas de Reyes (1 1/2), dióc. de Santiago (7), ayunt. de Moraña. sit. en terr. desigual y pantanoso; la combaten principalmente los vientos del E. y S. El clima es generalmente frio y húmedo, y las enfermedades mas comunes son reumatismos crónicos y fiebres de varias clases. Tiene 53 casas, distribuidas en los l. de Paraños, Moiño y Espedregueira, y diversas fuentes para surtido del vecindario. La igl. parr. (San Martin) está servida por un cura de provision ordinaria en concurso: el cementerio existe en el átrio. Confina el térm. N. felig. de Sta. Justa de Moraña; E. con la de Sta. Maria de Cosoirado; S. San Lorenzo de Moraña (cap. del concejo), y O. San Salvador de Sayans, estendiéndose 1/2 leg. de N. á S. y otro tanto de E. á O. El terreno participa de monte y llano; es frio y pantanoso por los muchos manantiales que brotan en el térm., criándose en los montecillos ó colinas algunos tojos y carrascas. Los caminos son vecinales. El correo se recibe de la cap. del part. procedente de la estafeta de Santiago los lunes, miércoles y sábados, y de la de Pontevedra los marets, viernes y domingos por medio de peaton. prod. mucho maiz, centeno, habas, habichuelas, patatas y yerbas de pasto: se cria ganado vacuno, el preciso para la labor, y algun lanar; y hay caza de perdices, conejos y pocas liebres. ind.: la agricultura, arrieria y algunos molinos harineros, los cuales muelen solamente una parte del año. comercio: esportacion de los cereales sobrantes, é importacion de los art. coloniales y ultramarinos que hacen falta. pobl.: 50 vec., 240 alm. contr.: con su ayunt. (V.)
(Madoz, 1847, p. 315)

En 2022, tenía empadronados 194 habitantes.

## Patrimonio
Hay en la parroquia una iglesia de San Martín.